# Dashavatara-Tempel

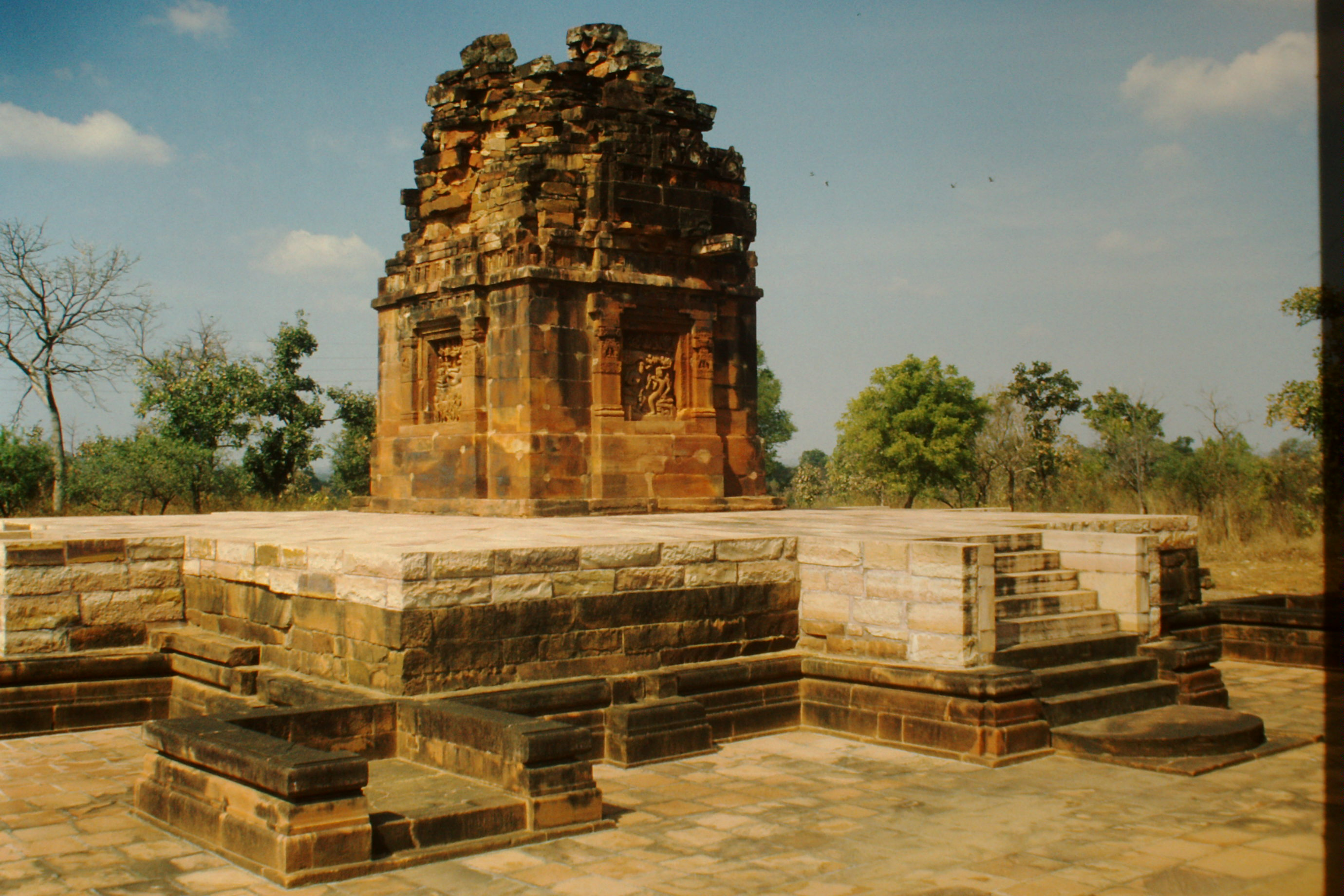
Der ursprünglich wohl von einer umlaufenden hölzernen Dachkonstruktion umgebene Dashavatara-Tempel erhebt sich auf einer großen, nach außen leicht abfallenden und vollkommen symmetrisch gestalteten Plattform (jagati), die sowohl Regenwasser ableitet als auch vor herumlaufenden Tieren schützt; daneben dient sie natürlich auch der „Erhöhung“ des Tempels im übertragenen Sinn. Vor den Ecken der Plattform sind noch die Grundmauern von vier kleinen Nebenschreinen zu erkennen.

Der vermutlich um 500 n. Chr. erbaute und vergleichsweise gut erhaltene Dashavatara-Tempel (Hindi दशावतार मन्दिर, auch Gupta-Tempel genannt) in der Nähe des Dorfes Deogarh (देओगढ़) im Distrikt Lalitpur des heutigen Bundesstaates Uttar Pradesh (Nordindien) gehört zu den frühesten freistehenden Tempelbauten Indiens. Wegen seiner abgelegenen Lage blieben seine künstlerisch bedeutsamen Außenreliefs auch in islamischer Zeit unversehrt.

## Lage
Von der Stadt Lalitpur in Uttar Pradesh aus ist der ca. 32 km südwestlich gelegene kleine Ort, der sich oberhalb einer von Felsen gesäumten Biegung des Flusses Betwa befindet und ehemals eine bedeutende Pilgerstätte für Jainas und Hindus war, per Bus oder Taxi zu erreichen.

## Weihe
Der Name Dashavatara (von daśa = „zehn“ und avatāra = „Inkarnation“) bezieht sich auf die zehn Avataras des Gottes Vishnu, dem dieser Tempel geweiht ist. Zwar ist in der Cella (garbhagriha = „Mutterschoß-Kammer“) kein Kultbild des verehrten Gottes mehr zu finden, jedoch lässt sich der Sakralbau vor allem anhand der Außenwandreliefs eindeutig als Vishnu-Tempel identifizieren.

## Architektur
Der aus rotem Sandstein errichtete Tempel steht in der Mitte einer quadratischen ca. 16,90 m breiten Plattform (jagati), die auf allen vier Seiten über breite – vor der Terrasse liegende und durch seitliche Mauern gesicherte – Treppen zugänglich ist. Vom Tempel selbst ist nur die – nicht durch Jali-Fenster belichtete – quadratische Cella (garbhagriha) erhalten. Sie ist nach Westen geöffnet und außen ca. 5,60 m breit, innen dagegen nur etwa 3,10 m; die Wandstärke des Tempelbaus beträgt folglich etwa 1,25 m. An drei Außenseiten der Cella befinden sich fensterartige Nischen mit figürlichen Reliefs. Vom kaum noch erhaltenen Turmaufbau ragt nur noch der Kern aus teilweise unbehauenen Natursteinen ca. 3,50 m in die Höhe. Vor den vier Ecken der Plattform befanden sich einst vier ca. 3,30 m breite quadratische Nebenschreine, von denen lediglich die Grundmauern erhalten sind.
In architektonischer Hinsicht ist dieser Tempel von großer Bedeutung. Er stellt nicht nur eines der ersten Beispiele für einen Ideal-Aufbau eines nordindischen Tempels, bestehend aus einem Haupttempel und vier Nebenschreinen (panchayatana) dar, sondern ist auch einer der ersten Tempelbauten, welche einen für den späteren indischen Nagara-Stil charakteristischen Turmaufbau besitzen. Auch die vertikale Dreiteilung der Tempelseiten ist bei früheren indischen Steintempeln unbekannt – die Existenz hölzerner Vorbilder ist jedoch wahrscheinlich.

## Rekonstruktion
Während die Plattform gegen Ende des 20. Jahrhunderts restauriert wurde, ist eine Rekonstruktion des Dachaufbaus (Pyramide oder Shikhara)  aufgrund seines ruinösen Zustands schwierig. Die Steilheit der Proportionen weist eher auf die Frühform eines Shikhara-Turms hin als auf ein (evtl. gestuftes) Pyramidendach wie beim Gop-Tempel in Gujarat. Die Cella (garbhagriha) war ursprünglich wahrscheinlich von einem – auf Holzstützen ruhenden – überdachten Umwandlungsgang umgeben, der, wie der Tempel selbst, auf allen Seiten durch einen vorspringenden Mittelteil in drei Teile gegliedert wurde. Der Umwandlungsgang selbst ist nicht mehr erhalten; sein Vorhandensein erklärt aber sehr gut die Terrassengröße, welche sonst überdimensioniert wäre.
Vor den Relieffeldern in der Außenwand befanden sich vermutlich Vorbauten, die von quadratischen Säulen getragen wurden. Am Eingang des Tempels ist eine ähnliche Konstruktion für den kleinen Eingangsportikus denkbar; dieser wurde von den zwei runden Säulen getragen, die auf der Terrasse gefunden wurden.

## Baudekor
Das Dekor des Tempels lässt sich im Wesentlichen zweiteilen: zum einen gibt es die Westseite mit dem mit Ornamentbändern und kleineren Reliefs reich verzierten Türportal, zum anderen die drei übrigen Seiten, die jeweils ein großes Fensterrelief aufweisen.

### Türportal
Der Eingang zum Hauptschrein ist 2,10 m hoch und ca. 1 m breit und stand immer offen – hölzerne Türen waren bei indischen Tempeln unbekannt. Der Rahmen hat die für frühe indische Tempel typische T-Form, die ältere Holzkonstruktionen zum Vorbild hat, und besteht aus vier Ornamentbändern, an deren unteren Enden jeweils eine Figur steht. Von innen nach außen betrachtet steht auf beiden Seiten zuerst eine größere männliche Figur mit Nimbus hinter dem Kopf, gefolgt von zwei kleineren Begleiterinnen. An den äußeren Seiten steht jeweils ein kleines dickbäuchiges himmlisches Wesen, ein gana, der mit beiden Händen einen verzierten Topf hochhält.
Die Bänder werden im Folgenden von außen nach innen beschrieben:

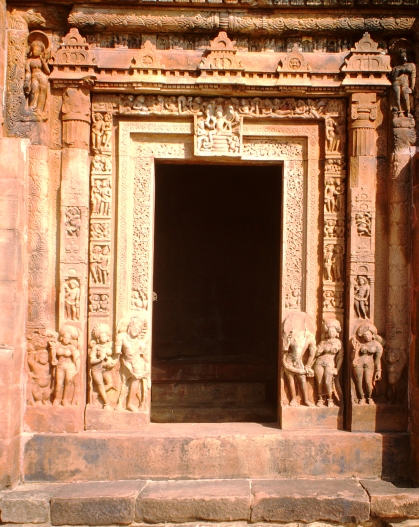
Deogarh, Dashavatara-Tempel, mehrfach abgestuftes Portalgewände

- Band 1
Aus dem Topf des gana ragt ein dickes Band, auf welchem ein kunstvolles Rankengewächs mit Früchten abgebildet ist. Etwa auf der Höhe des Türsturzes erweitert sich dieses Band – der T-Form folgend – um etwa 25 cm nach außen, um in diesen oberen Ecken die stehenden Flussgöttinnen ganga (rechts) und yamuna (links) zu bergen. Beide sind von einem Schirm geschützt bzw. überhöht und auf ihren Vahanas Krokodil (makara) und Schildkröte (kurma) stehend abgebildet.
- Band 2
Auf den drei sichtbaren Seiten des nächstinneren, stark herausragenden, pilasterartigen Bandes sind zwei verschiedene Tempelfassaden jeweils übereinander dargestellt. Weiter oben sind die Pilaster zu einem mit floralen Motiven geschmückten Halb-Oktogon und dann zu einem halbierten Sechzehneck angeschrägt. Sie werden gekrönt von einem verzierten Kapitell. Der obere Bereich des Türsturzes ist mit Fenster-Motiven (chandrasalas) geschmückt, welche auf einem Zahnfries aufliegen – er hat insgesamt architekturähnlichen Charakter. Darüber befindet sich ein Fries, auf dem Zwerge und Löwenköpfe abwechselnd mit fensterförmigen Paneelen abgebildet sind.
- Band 3
Das nächste Band besteht abwechselnd aus drei kleinen und drei großen Paneelen: auf den kleinen befinden sich Zwergenpaare, auf den großen Liebespaare (mithunas) in verschiedenen Haltungen. In den oberen Ecken befindet sich jeweils ein Gesicht mit unheilabwehrender Funktion. Daneben ist eine Reihe von Figuren im Knieflug abgebildet, die von beiden Seiten in Verehrung zur zentralen Figur, Vishnu, blicken. In der Mitte dieses dritten Bandes, also genau über dem Eingang, befindet sich ein hervorgehobenes Relief, auf welchem ein vierarmiger Vishnu, auf der Weltenschlange shesha oder ananta sitzend, abgebildet ist. Er hält in den hinteren Händen auf jeder Seite zwei seiner Attribute: rechts ein Rad, links ein Schneckenhorn. Während die vordere rechte Hand die Abhayamudra, die zur Furchtlosigkeit auffordernde Geste bildet, liegt die linke Hand auf seinem Oberschenkel auf. Die Göttin Lakshmi berührt seinen herabhängenden Fuß. Vishnu selbst flankiert diese Hauptgruppe in seiner anthropomorphen Löwen-Manifestation Narasimha in verehrender Haltung und in einer Figur, die möglicherweise Vamana darstellt, die kleinwüchsige Manifestation des Gottes.
- Band 4
Das innerste Band über den männlichen Figuren ist zweigeteilt: der äußere Teil wird von einer feinen, mit Rosettenmotiv verzierten Bordüre gerahmt; im inneren Teil des Bandes ist ein Rankengewächs abgebildet, welches aus dem Nabel eines ganas herausragt. Zwischen den Ranken erscheinen kleine, nackte Figuren.

### Wandnischen
An der Nord-, Ost- und Südseite des Tempels befinden sich jeweils zentral platzierte umrahmte Nischen in Fensterform von ca. 1,50 m × 1,20 m Größe, welche erstaunlich gut erhaltene Reliefs bergen und von reichgeschmückten Pfeilervorlagen seitlich begrenzt werden. Die beinahe freiplastische Darstellung der Figuren ist von so außergewöhnlicher handwerklicher Perfektion und künstlerischer Ausdrucksstärke, dass man annehmen muss, dass sie – vor nunmehr ca. 1500 Jahren – vom selben Künstler geschaffen wurden.

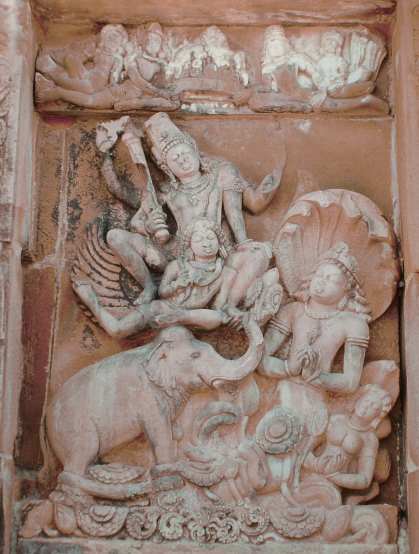
Vishnu und Garuda retten einen Elefanten vor dem Schlangenkönig (Naga) und dessen Frau.

Nordseite
Die Wandnische auf der Nordseite zeigt ein Relief mit der Episode der Errettung des Elefanten (gajendra-moksha) durch Vishnu. In der abgebildeten Szene steht ein Elefant – in der Hindu-Ikonographie oft als Träger von Tempeln dargestellt und somit als Träger der kosmisch-religiösen Ordnung (manchmal auch als Sinnbild der menschlichen Seele) verstanden – in einem Lotus-Teich, die Beine umschlungen von den Schlangenschwänzen eines Naga und einer Nagi.
Seine Rettung – und damit die Bewahrung der kosmischen Ordnung – kommt in Gestalt des Gottes Vishnu. Dieser sitzt, den Kopf leicht zur Seite geneigt und eine seiner ehemals vier Hände lässig auf sein linkes Knie gestützt, auf dem – meist als Vogelmensch dargestellten – Sonnenadler Garuda, seinem vahana, welcher in uralter Feindschaft zu Schlangen steht. Vishnu trägt eine Topfkrone und hält seine typischen Attribute in Händen: eine Keule (gada) und ein Schneckenhorn (shankha) sind noch erhalten; der bereits geworfene Diskus (chakra) steckt in der Brust des Schlangenkönigs. Das anthropomorph dargestellte Schlangenpaar bittet – die Hände in Anbetungshaltung gefaltet – um Vergebung, während der Elefant mit seinem Rüssel dem Gott einen Strauß mit Lotusblumen (padma) – seinem vierten Attribut – in die Höhe reicht.
Oberhalb des Paneels, in einer separaten Tafel, halten „Himmlische Paare“ (mithunas) im Knieflug eine etwas überdimensionierte Krone direkt über das Haupt Vishnus.

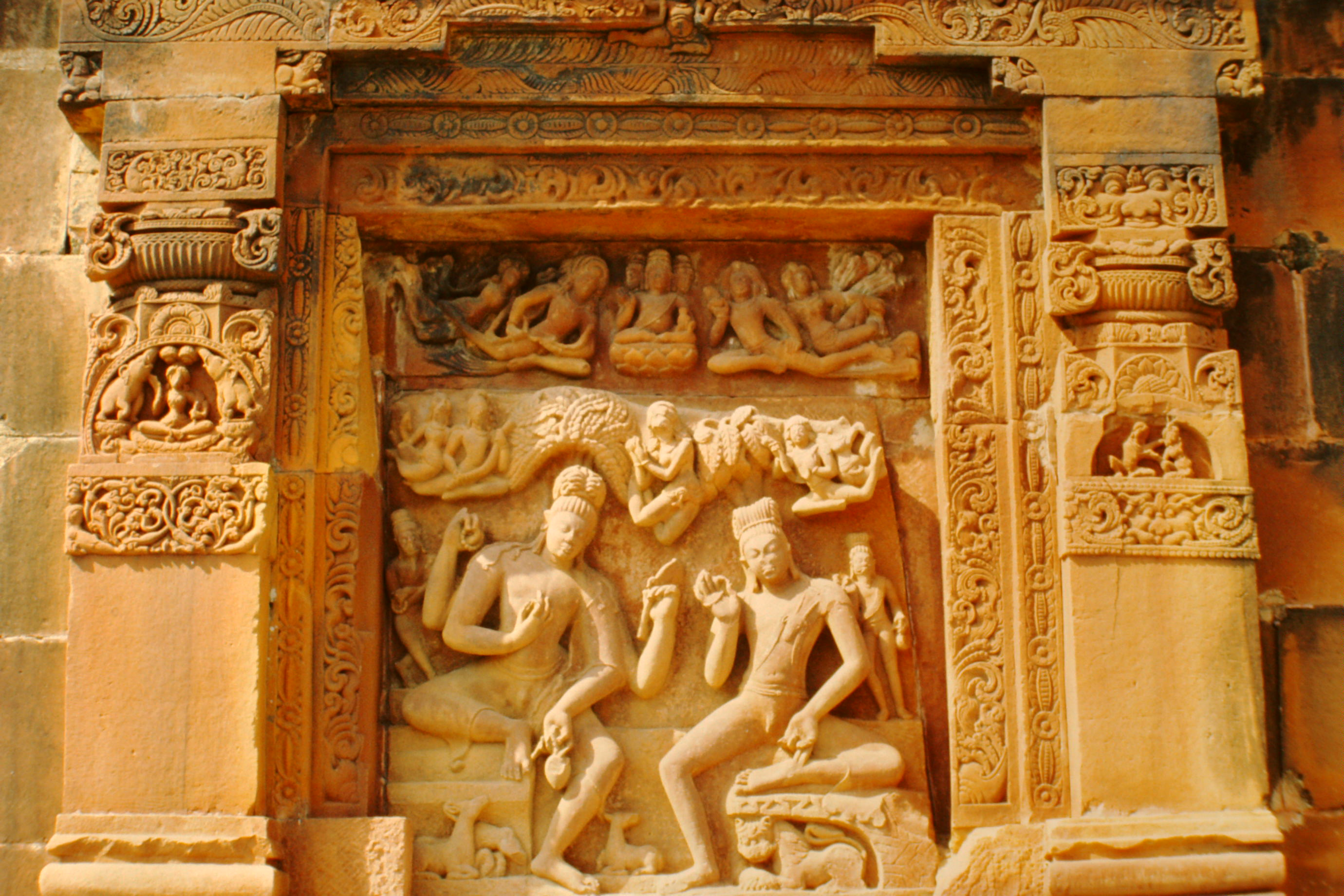
Vishnu als Nara-Narayana. Im Bogenfeld des linken Pilasters ist Gajalakshmi dargestellt wie sie von zwei Elefanten aus Krügen (kalashas) mit Wasser übergossen wird – in Indien ein beliebtes Fruchtbarkeits- und Glückszeichen.

Ostseite
Die Nische auf der Ostseite zeigt die selten dargestellte Doppelinkarnation Vishnus in Form zweier Asketen: Nara-Narayana. Beide sitzen – in entspannter Sitzhaltung mit einem angewinkelten und einem herabhängenden Bein – auf Felsen unter Bäumen, zu ihren Füßen Rehe und Löwen. Sie halten eine Gebetskette und tragen als Zeichen der Askese ein Antilopenfell über der linken Schulter sowie ein leichtes Gewand mit Hüftgürtel.
Im Gegensatz zu Nara ist Narayana vierarmig dargestellt. Er hält seine rechte untere Hand in der Argumentationsgeste (vitarkamudra) vor die Brust. In seiner linken unteren Hand hält er eine langhalsige Flasche; das Attribut in seiner linken oberen Hand ist nicht deutlich erkennbar. Als Asket trägt Vishnu/Narayana nicht die übliche Topfkrone, stattdessen ist sein – auch über die Schultern herabhängendes – Flechtenhaar zu einer Haarkrone hochgesteckt. Hinter jedem steht eine bärtige Figur. Über ihnen sind „Himmlische Paare“ im Knieflug zu sehen und im Zentrum befindet sich eine kleine fliegende weibliche Figur, die als Nymphe Urvashi interpretiert wird.
Wie auf der Nordseite gibt es auch hier eine separate Tafel oberhalb der Szene. Sie zeigt den vierköpfigen Brahma im Zentrum, begleitet von einem fliegenden Paar auf jeder Seite.

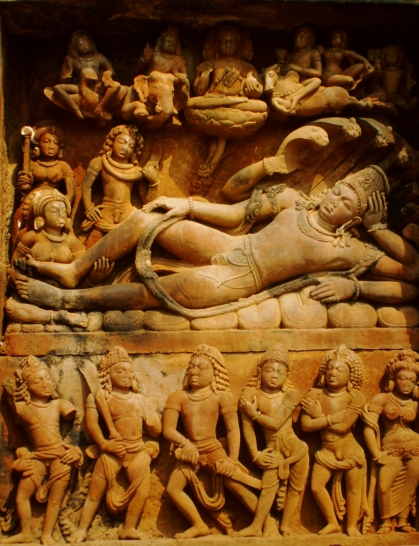
Das mehrfigurige Relief des träumenden oder meditierenden Vishnu auf der kosmischen Schlange Ananta oder Shesha gilt als eins der großen Meisterwerke indischer Bildhauerkunst.

Südseite
Auf der Südseite ist eines der beliebtesten Motive der Vishnu-Ikonographie zu sehen, welches überdies eng verknüpft ist mit einem hinduistischen Schöpfungsmythos: In vollkommen entspannter Haltung und sein Haupt in die Hand eines seiner vier Arme gestützt liegt der meditierende bzw. träumende Gott Vishnu auf der kosmischen Schlange Ananta („Unendlichkeit“) oder Shesha („Bleibende“, „Ewige“), deren gewundener Körper wie eine Reihe von Kissen wirkt und deren sieben Köpfe eine schützende und jegliches Unheil fernhaltende Haube über seinem Kopf bilden. Zu seinen Füßen sitzt seine Gemahlin Lakshmi und streichelt bzw. massiert sein rechtes Bein. Hinter ihr befinden sich zwei Figuren, möglicherweise die Göttin Bhudevi („Göttin, die die Erde ist“) sowie Garuda. Der vierarmige Vishnu trägt eine kunstvolle zylinderförmige Topfkrone und ist reich geschmückt.
Im oberen Teil des Paneels sitzt der vierköpfige Brahma im Zentrum eines blühenden Lotus und trägt ein Antilopenfell über seiner linken Schulter. Zu seiner Rechten wird er von Indra auf dem Elefanten als vahana und von Karttikeya auf dem Pfau flankiert; zu seiner Linken sind andere Götter oder himmlische Wesen dargestellt.
Unterhalb der Hauptszene befindet sich eine separate Abbildung von sechs Figuren. Ganz links sind die beiden Asuras (Dämonen) Madhu und Kaitabha dargestellt; die anderen vier Gestalten werden oft als die personifizierten Waffen Vishnus sowie als seine Gemahlin Lakshmi interpretiert.

## Bedeutung
Der Dashavatara-Tempel ist von herausragender kunsthistorischer Bedeutung, da die hervorragend gearbeiteten und gut erhaltenen Reliefs sowie der Portalschmuck die wichtigsten Arbeiten des späten Gupta-Stils darstellen; einige Themen sind hier zum ersten Mal in der indischen Kunst in einem Steinrelief dargestellt – mögliche hölzerne Vorbilder sind nicht erhalten. Darüber hinaus ist seine Bauweise wegweisend für den sich entwickelnden Nagara-Stil der nordindischen Tempelarchitektur.